# Chiesa riformata di Herisau
La chiesa riformata di Herisau (in tedesco Reformierte Kirche Herisau) è una chiesa riformata situata a Herisau, in Appenzello Esterno. È classificata dal governo svizzero come bene culturale di importanza nazionale.

## Storia

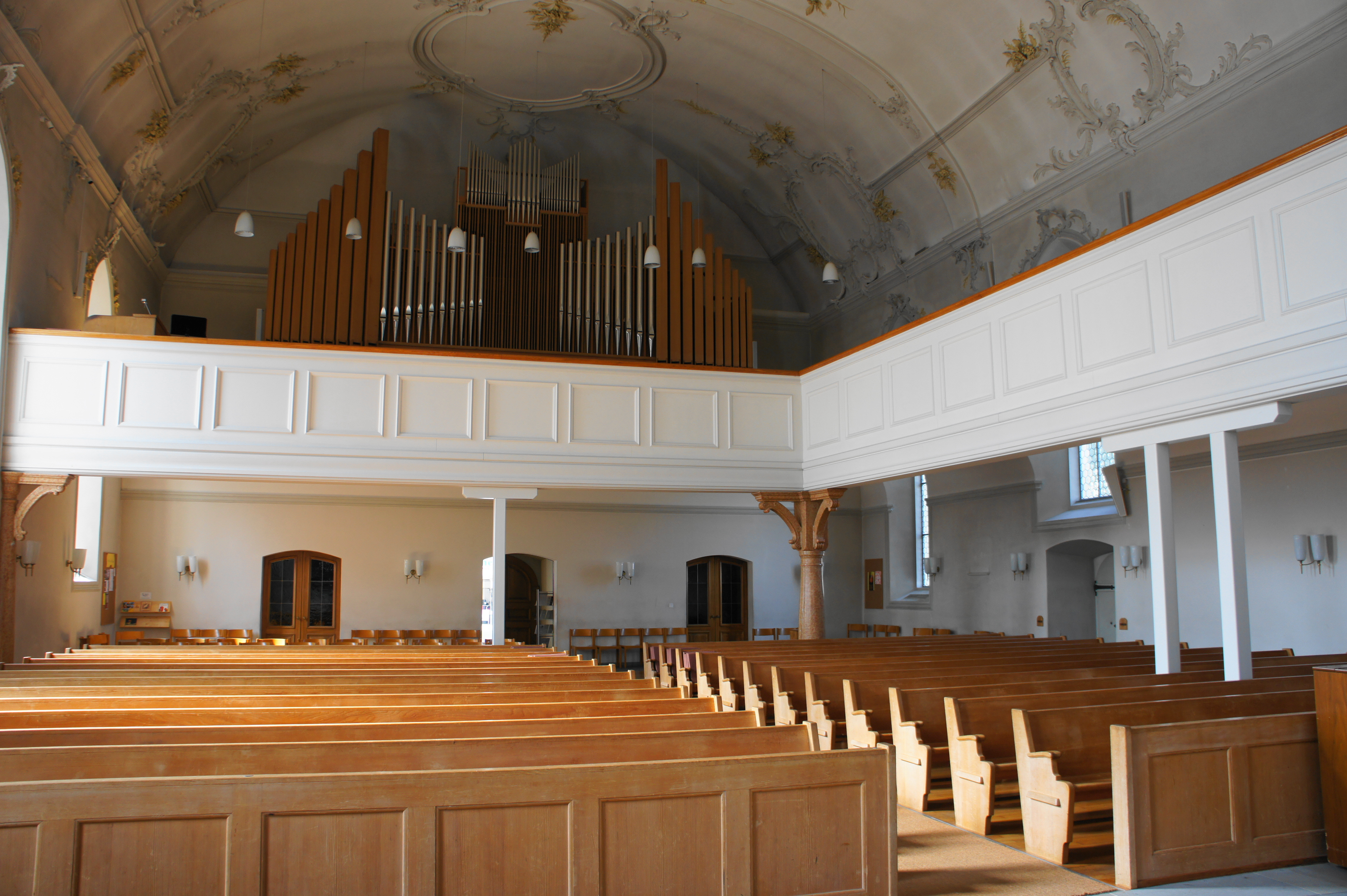
Galleria della chiesa con l'organo

La chiesa fu menzionata per la prima volta nel 906 come una "basilica" con un altare del "Santo Redentore". Tuttavia secondo Eugen Steinmann la chiesa esisteva già nell'ultimo quarto del IX secolo. In quanto chiesa di patronato, l'investitura del sacerdote spettava al vescovo di Costanza, sebbene l'abate di San Gallo aveva il cosiddetto diritto di presentazione, ovvero la facoltà di proporre al vescovo un sacerdote da lui scelto. Questo tipo di investitura viene menzionata per la prima volta nel 1208.
Tra il 1516 e il 1520 la chiesa venne ricostruita in stile tardo gotico da Lorenz Rieder. Durante la riforma protestante il parroco Johannes Dörig fu un entusiasta sostenitore della nuova confessione, ma venne brevemente imprigionato e poi costretto a dimettersi dalla carica. Il suo successore, Joseph Forrer, mantenne cattolica la chiesa di Herisau fino al 1529: da quell'anno, anche grazie alla cosiddetta disputa di Berna dell'anno precedente, la chiesa divenne definitivamente riformata e Forrer si trasferì a Altdorf.
La chiesa venne distrutta completamente a seguito di due gravi incendi avvenuti il 1559 e 1606. Venne ricostruita da Jakob Mittelholzer e dal suo assistente Kaspar Germann. Nel 1741 vennero effettuate altre modifiche da Johannes Grubenmann, che coprì la guglia della chiesa con delle tegole e modificò l'aspetto della camera campanaria dotandola di quattro ghimberghe, di quattro quadranti per l'orologio e di quattro Turmkugel (palline poste in cima alla torre). Tra il 1782 e il 1783 la chiesa venne nuovamente rinnovata in stile rococò da Andreas Moosbrugger, che sostituì il soffitto di legno con uno in gesso, rifece le finestre e realizzò il pulpito e il fonte battesimale in marmo stuccato. Allo stesso tempo Hans Jakob Knellwolf si occupò di realizzare le gallerie nord e ovest.

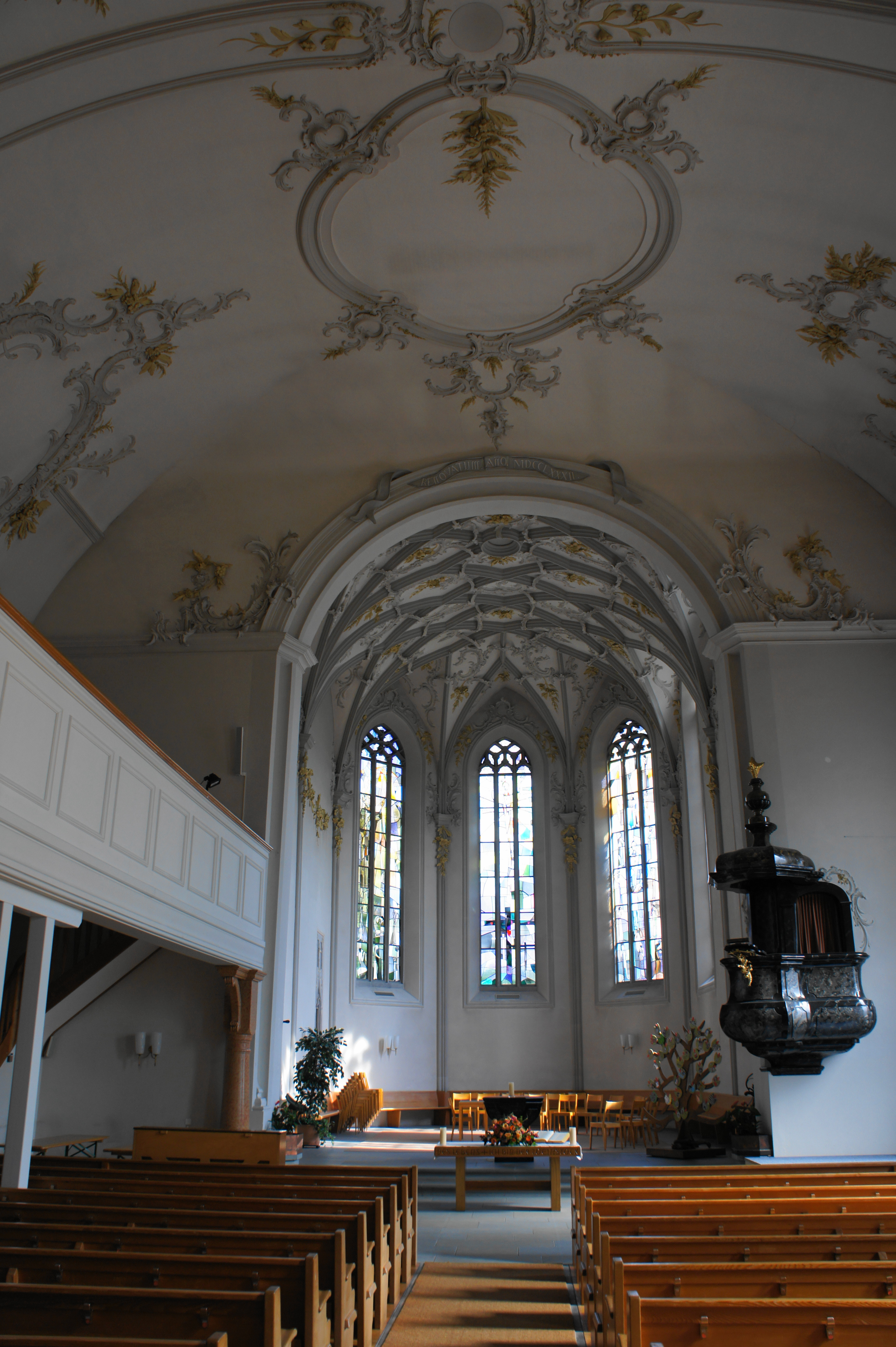
Veduta del coro della chiesa presso il lato ovest

Nel XIX secolo vennero effettuati altri cambiamenti, tra cui l'ampliamento dell'attuale sagrestia a nord da parte del capomastro Konrad Langenegger, e l'installazione del primo organo. Venne anche trasferito l'antico cimitero che sorgeva a lato della chiesa. Nel 1906 la facciata, l'insegna, l'interno e i vetri della chiesa vennero rifatti in stile neogotico. Sotto la direzione della Commissione federale dei monumenti storici venne eseguita nel 1959-1960 da parte dell'architetto Max Rohner una restrutturazione totale dell'edificio, che ripristinò la chiesa alle sue condizioni originarie del 1782-1783. Durante tale operazione, vennero anche trovati i resti dell'antica muratura. Infine, nel 1961 vennero installati nel coro delle vetrate di Köbi Lämmler e nel 2000 si procedette a una ristrutturazione della facciata.

## Descrizione
La chiesa è il stile neogotico, ma sono presenti stucchi in stile rococò presso la volta a costoloni del coro e sul soffitto della navata. A lato nord della navata è presente una cappella laterale con una vetrata raffigurante il battesimo di Gesù sul Giordano.
Nel campanile, alto circa 52 metri, sono presenti sei campane: una di esse, di peso di cerca 9,12 kg, alta 177 cm e di 218 cm di diametro, venne originariamente realizzata per l'abbazia di Salem e venne comprata e trasferita a Herisau nel 1807 per 8 000 fiorini renani. All'esterno, presso il lato est è presente una stele commemorativa dell'armata francese di Charles Denis Bourbaki, riparati in Svizzera nel corso della guerra franco-prussiana: 1 150 di questi soldati furono accolti proprio a Herisau.